# گیجالی پائین
گیجالی پائین روستایی است در شهرستان بروجرد در استان لرستان. این روستا در دهستان دره صیدی در بخش مرکزی این شهرستان قرار دارد. این روستا در پنج کیلومتری شمال شهر بروجرد قرار دارد و از طریق یک راه روستایی با شهر بروجرد مرتبط است. مردم آن با گویشی مابین زبان لری سیلاخوری و لهجه بروجردی صحبت میکنند.

## جمعیت
بنابر سرشماری مرکز آمار ایران، جمعیت گیجالی پائین در سال ۱۳۹۵، برابر با ۴۰۹ نفر بوده‌است که از این میان ۲۰۴ نفر مرد و بقیه زن بوده‌اند. این روستا ۱۳۶ خانوار جمعیت دارد.